# ミサイル艇2号
ミサイル艇2号（ローマ字：JMSDF PG NO.2, PG-822）は、海上自衛隊のミサイル艇。1号型ミサイル艇の2番艇。

## 艦歴
「ミサイル艇2号」は、平成2年度計画ミサイル艇822号艇として、住友重機械工業追浜造船所浦賀工場で1991年3月25日に起工され、1992年7月17日に進水、1993年3月22日に就役し、同日付で大湊地方隊余市防備隊隷下に新編された第1ミサイル艇隊に編入された。
2008年6月6日に除籍。

## 登場作品

### ゲーム
『WarThunder』
Ver.1.89にて日本海軍ツリーの課金機体(PG 02)として登場。	JM61-RFS 20mm機関砲のみを装備し、90式艦対艦誘導弾は装備しない。